# Les Yeux de Milos
Les Yeux de Milos est le vingt-septième roman de Patrick Grainville, publié aux éditions du Seuil le 7 janvier 2021, et le premier depuis son élection à l'Académie française.

## Historique
Après la nouvelle Balcon du bleu absolu, à propos du Concert de Nicolas de Staël et de La Joie de vivre de Pablo Picasso exposés au Musée Picasso d'Antibes, Patrick Grainville remet en abyme dans Les Yeux de Milos, à travers la vie d'un jeune homme, les deux peintres fantômes des lieux.

## Résumé
Milos, jeune paléontologue, étudie à Antibes. Doué d'un regard hors du commun, il suscite amours et ressentiments. En quête du mystère de l'être, sur les traces de l'Abbé Breuil, il se passionne pour Nicolas de Staël et Pablo Picasso aux destins contraires. Mais le roman d'un Picasso, ogre manipulateur aux multiples conquêtes (Olga, Dora, Françoise, Marie-Thérèse, Jacqueline...), trouble bientôt son rapport avec les quatre femmes qui traversent sa vie, Zoé, Marine, Samantha et Vivie.

## Réception critique
Le « phénomène » Patrick Grainville, « fou de vie, de beauté, d’opulence charnelle » et « prosateur » exceptionnel, est à nouveau salué à travers ce « roman foisonnant sur la création, le regard et le désir ». La fin en apothéose est notamment plébiscitée par les lecteurs.

## Éditions
- Les Yeux de Milos, Seuil, 2021  (ISBN 978-2021468663).